# Идзуми, Арата
Арата Идзуми (яп. 和泉新, англ. Arata Izumi; родился 31 июля 1982 года в Симоносеки, Япония) — индийский футболист японского происхождения, полузащитник.
Арата родился в семье гуджаратца и японки.

## Клубная карьера
Идзуми начал свою карьеру в сингапурском клубе «Альбирекс Ниигата Сингапур». В 2005 году он дебютировал в S-Лиге. 18 сентября в поединке против «Тампинс Роверс» Арата забил свой первый гол за «Альбирекс Ниигата». По окончании сезона Идзуми вернулся на родину подписав контракт с «Мицубиси Мидзусима». Арата быстро завоевал место в основе и провёл неплохой сезон в J-Лиге. По окончании сезона Идзуми уехал в Индию, где подписал соглашение с «Ист Бенгал». В 2006 году он дебютировал в чемпионате Индии. В 2007 году Арата присоединился к чемпиону страны «Махиндра Юнайтед», и помог команде завоевать Кубок Дуранд.
В 2009 году Идзуми перешёл в «Пуну». Он провёл в составе клуба более 100 матчей, был его капитаном, а в 2013 году помог ему завоевать серебряные медали чемпионата. В 2016 году Арата присоединился к «Атлетико Калькутта». 3 октября 2015 года в матче против «Ченнайин» он дебютировал в индийской Суперлиге. 13 октября в поединке против «Керала Бластерс» Идзуми забил свой первый гол за «Атлетико Калькутта».
В 2016 году Арата на правах аренды перешёл в «Мумбаи». 10 января в матче против «Шиллонг Лахонг» он дебютировал за новую команду. 27 января в поединке против «Бенгалуру» Идзуми забил свой первый гол за «Мумбаи». Летом 2016 года Арата перешёл в «Пуна Сити». 8 октября в матче против «Гоа» он дебютировал за новый клуб. В этом же поединке Идзуми забил свой первый гол за «Пуна Сити». В 2017 году Арата перешёл в «Керала Бластерс».

## Международная карьера
В 2012 году Идзуми получил индийское гражданство, как работающий более пяти лет на территории Индии. 6 февраля 2013 года в товарищеском матче против сборной Палестины Арата дебютировал за сборную Индии.

## Достижения
«Махиндра Юнайтед»
- Обладатель Кубка Дурана: 2008